# SpaceShipOne

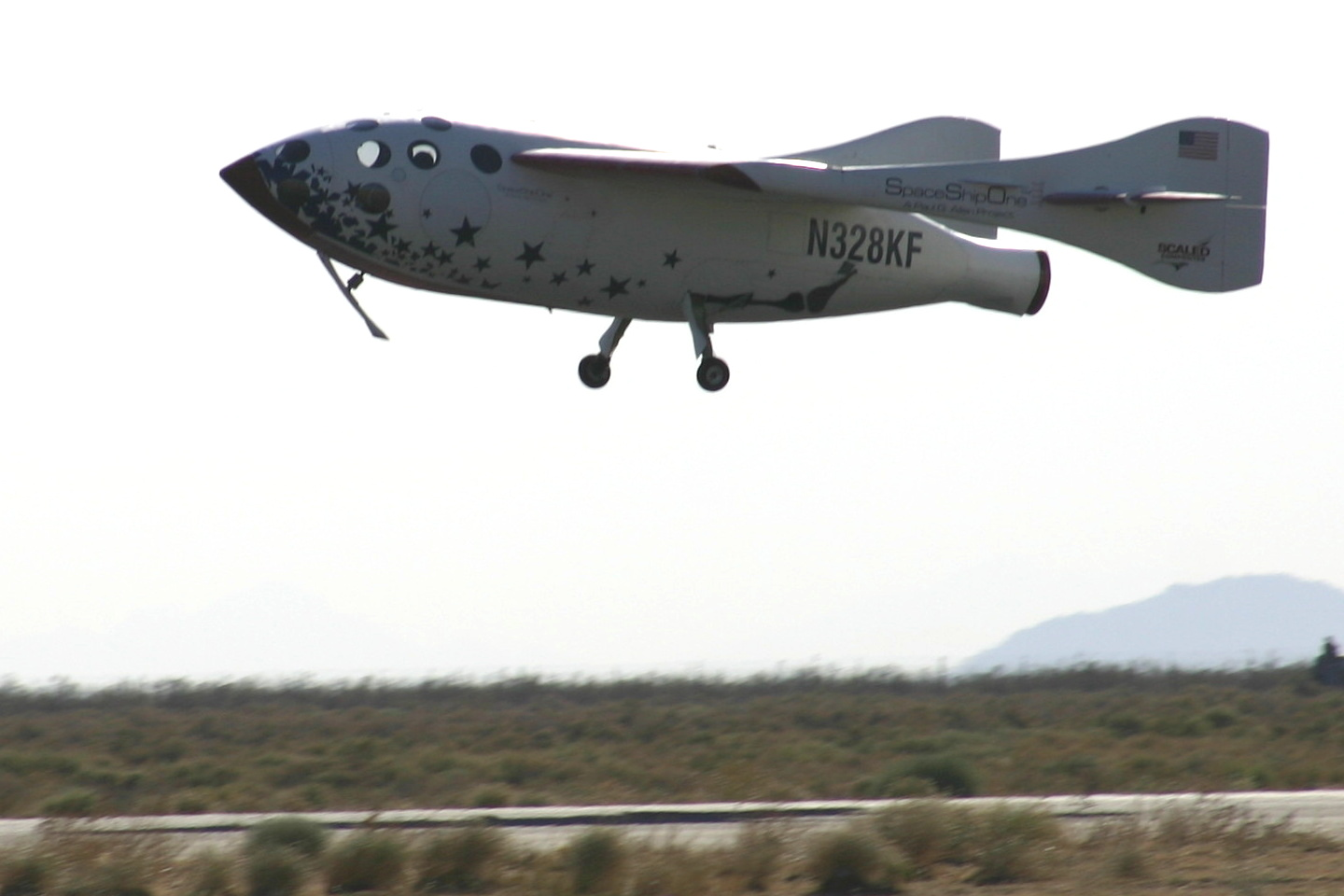
Lądowanie statku SpaceShipOne na lotnisku Mojave 21 czerwca 2004

Scaled Composites Model 316 SpaceShipOne (ang. Statek Kosmiczny 1) – pierwszy prywatny załogowy statek kosmiczny. Został wyprodukowany przez korporację Scaled Composites. Jego budowa była sfinansowana całkowicie z prywatnych źródeł. Właściciel firmy Burt Rutan postanowił wykonać ten statek w odpowiedzi na konkurs Ansari X PRIZE. Najbardziej znanym z inwestorów stojących za SpaceShipOne jest Paul Allen. SpaceShipOne odbył 29 września oraz 4 października 2004 roku dwa loty w ramach programu Tier One i w ten sposób zdobył Nagrodę Ansari X.

## Właściwości techniczne
SpaceShipOne jest w stanie dostać się w przestrzeń kosmiczną, jednak jego prędkość jest zbyt niska, aby wejść na orbitę. Może on tylko wykonywać loty suborbitalne.
SpaceShipOne jest zaliczany do kategorii statków kosmicznych określanej jako samoloty kosmiczne. Do napędu wykorzystuje hybrydowy napęd rakietowy. Jego silnik zużywa w charakterze utleniacza podtlenek azotu, a jako paliwo uwodorniony polibutadien (gumę). SpaceShipOne, w przeciwieństwie do tradycyjnych rakiet, nie startuje z wyrzutni. Jego platforma startowa to samolot WhiteKnightOne, który wznosi się do granicy stratosfery wykorzystując lotnicze silniki turboodrzutowe. Na wysokości kilkunastu kilometrów SpaceShipOne odłącza się i odpala swój silnik rakietowy. Wykorzystując jego ciąg pojazd wznosi się w kosmos.
Szczególną cechą SpaceShipOne są skrzydła o zmiennej geometrii. Podczas początkowej fazy wejścia w atmosferę skrzydła nie są ustawione wzdłuż samolotu, tylko prostopadle. Dzięki temu w rzadkich zewnętrznych warstwach atmosfery zwiększa się opór i pojazd szybciej redukuje swoją prędkość. Na mniejszej wysokości skrzydła powracają do horyzontalnego ustawienia, dzięki czemu zapewniają SpaceShipOne pełną manewrowość oraz siłę nośną. W takiej konfiguracji pojazd może wylądować na pasie zwykłego lotniska.
Kabina SpaceShipOne zapewnia miejsce dla trzech ludzi, w tym pilota. Aby zredukować naprężenia występujące w kadłubie, pojazd posiada zamiast wielkiej przeszklonej kabiny, szereg okrągłych wizjerów, które pozwalają na obserwację otoczenia. Nadają mu one bardzo charakterystyczny wygląd. SpaceShipOne, w odróżnieniu od większości tradycyjnych statków kosmicznych, jest w znacznej części swojej podróży pilotowany przez człowieka.

## Pierwszy krok
Dnia 17 grudnia 2003 (100 lat po pierwszym locie braci Wright) SpaceShipOne odbył pierwszy test w powietrzu. Pilot Brian Binnie przejął sterowanie pojazdu uwolnionego na wysokości 14 630 m. Podczas tego lotu SpaceShipOne jako pierwszy prywatny samolot przekroczył barierę dźwięku osiągając prędkość 1,2 macha oraz wysokość 20 725 m. Podczas lądowania doszło do małego wypadku oraz uszkodzenia podwozia, jednak pilotowi nic się nie stało. Po dokonaniu napraw, 11 marca 2004 roku SpaceShipOne odbył kolejną próbę, ale bez wykorzystania jego silników.
Dnia 1 kwietnia 2004 roku korporacja Scaled Composites otrzymała licencję na loty suborbitalne statku załogowego od Urzędu Komercyjnego Transportu Kosmicznego. Pozwalała ona na dokonywanie lotów testowych przez okres 1 roku. Federalna Administracja Lotnictwa nadała SpaceShipOne oznaczenie N328KF.
SpaceShipOne był w roku 2004 poddawany testom mającym mu zapewnić zgodę władz amerykańskich na przewożenie ludzi w kosmos. Aby to zrobić, musiał przewieźć swoją trzyosobową załogę na wysokość 80 km (50 mil). W celu spełnienia wymogów Międzynarodowej Federacji Lotniczej (FAI) statek kosmiczny powinien wznieść się na wysokość 100 km (62,5 mili).
Dnia 8 kwietnia 2004 roku SpaceShipOne odbył drugi przelot z własnym napędem. Rozpędził się do 1,6 macha i wzniósł na wysokość 32 km przelatując ponad pustynią Mojave.
Trzecia próba z napędem miała miejsce 13 maja 2004 roku. Pochodzący z RPA 62-letni pilot Mike Melvill wzniósł swoją maszynę na wysokość 60 km, rozpędzając ją do 2,5 macha. Pobił w ten sposób poprzedni rekord wysokości lotu prywatnego pojazdu.

## Droga w kosmos
SpaceShipOne 21 czerwca 2004 roku podczas kolejnej próby wzniósł się na wysokość 100 km. W ten sposób jako pierwszy prywatny statek kosmiczny wyniósł człowieka w przestrzeń pozaziemską. Przełomowy lot trwający 87 minut obserwowały na ziemi tysiące pasjonatów kosmosu. SpaceShipOne był pilotowany przez Mike’a Melvilla. Podczas misji pilot usłyszał niepokojące odgłosy eksplozji, jednak samolot po udanym lądowaniu okazał się nieuszkodzony. Na kadłubie SpaceShipOne pozostały tylko ślady wysokiej temperatury towarzyszącej wejściu w atmosferę.
Był to pierwszy krok do zdobycia Nagrody Ansari X. Jednak sam lot nie był rejestrowany przez Fundację X PRIZE, ponieważ pojazd nie spełniał jeszcze wszystkich wymogów konkursu.
Dnia 29 września 2004 o godzinie 15:11 CET (7:11 czasu lokalnego) SpaceShipOne wystartował do pierwszego lotu rejestrowanego przez Fundację X PRIZE. Zgodnie z wymogami konkursu na pokład załadowano dodatkowy balast zastępujący dwóch pasażerów. O godzinie 16:09 SpaceShipOne oderwał się od WhiteKnightOne i uruchomiony został silnik rakietowy. Na skutek błędu pilota samolot kosmiczny podczas rozpędzania zaczął „robić beczki”, ale nie okazało się to zbyt groźne. SpaceShipOne uniósł się w przestrzeń kosmiczną na wysokość 102,9 km, po czym rozpoczął lot powrotny. O godzinie 16:34 pojazd kosmiczny wylądował na pasie lotniska.

## Zwycięstwo

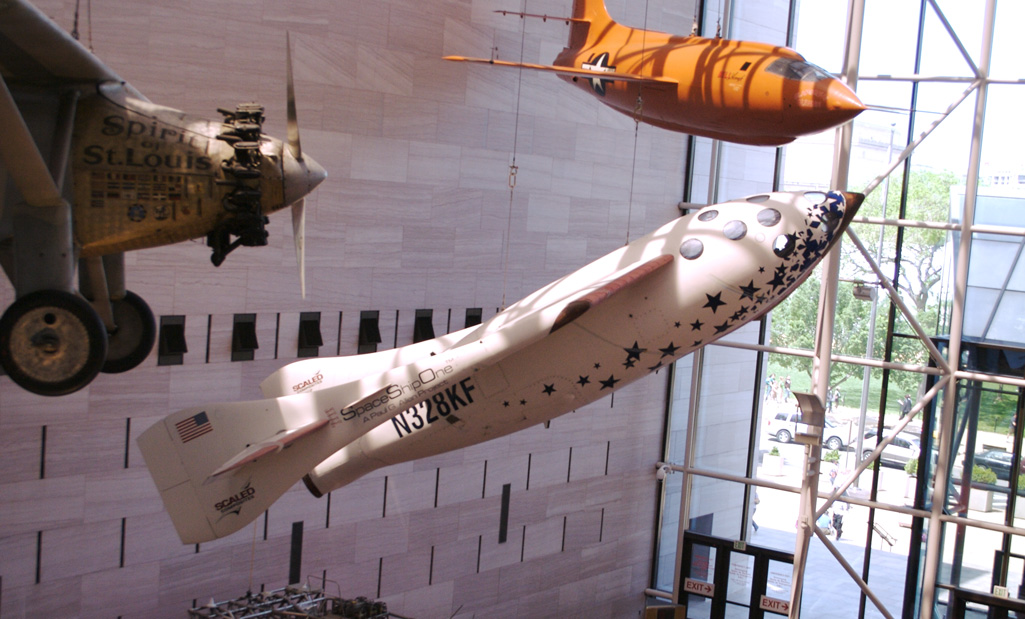
SpaceShipOne znajduje się obecnie w muzeum Smithsonian Institution w Waszyngtonie obok samolotu „Spirit of St. Louis” i Bell X-1

Aby zdobyć Nagrodę X Prize, SpaceShipOne powinien wykonać kolejny lot do 13 października 2004 roku. Następny start odbył się 4 października 2004 w 47. rocznicę wystrzelenia Sputnika. O godzinie 14:49 CET SpaceShipOne oderwał się od ziemi. Potem o 15:49 samolot oddzielił się od WhiteKnightOne i włączył na 87 sekund silnik rakietowy. Wzniósł się na wysokość 111,996 km, czym pobił poprzedni rekord wysokości lotu samolotu rakietowego (107,96 km) ustanowiony w roku 1963 przez rządowy pojazd X-15. O godzinie 16:30 SpaceShipOne wylądował na pasie lotniska.
W ten sposób SpaceShipOne w ciągu 6 dni odbył dwa loty w kosmos, dostarczając tam dwa razy po 3 osoby (balast zamiast pasażerów). Zgodnie z wymogami konkursu X Prize oznacza to wygraną 10 mln dolarów. Uroczystość wręczenia nagrody odbyła się 6 listopada 2004 roku.
Bazą SpaceShipOne było Cywilne Lotnisko Testowe Mojave. Jako oblatywacze tego samolotu pracowali Brian Binnie, Peter Siebold, Mike Melvill oraz Doug Shane.
25 czerwca 2005 SpaceShipOne odbył lot do Oshkosh w stanie Wisconsin na pokaz lotniczy, po czym został przetransportowany do muzeum lotnictwa Smithsonian Institution w Waszyngtonie, gdzie od 5 października 2005 można go oglądać w galerii poświęconej historii lotnictwa obok „Spirit of St. Louis”.

## Plany na przyszłość

### SpaceShipTwo

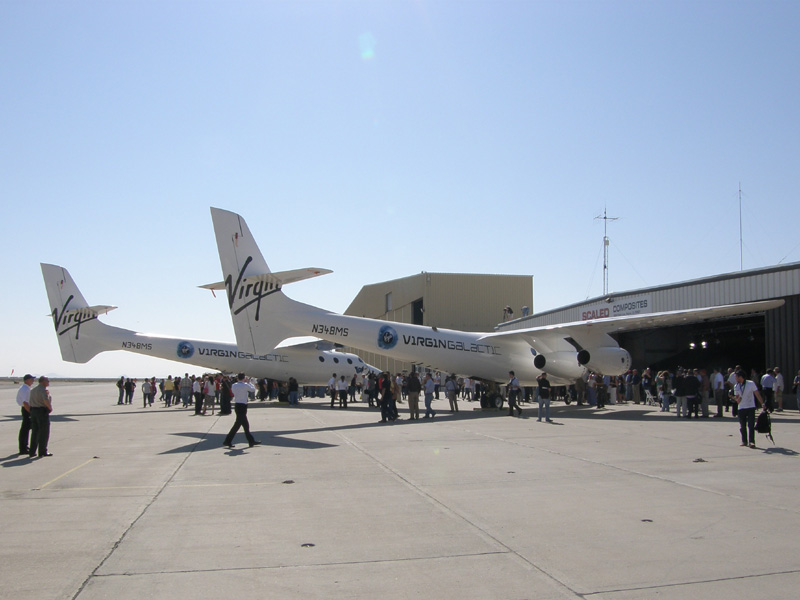
WhiteKnightTwo, następca WhiteKnightOne, 28 czerwca 2008

Po sukcesie SpaceShipOne, firma Scaled Composites wraz z Virgin Galactic podjęła prace nad budową jego następcy przeznaczonego do komercyjnych lotów suborbitalnych – SpaceShipTwo. Powstanie flota pięciu statków pasażerskich. Według Burta Rutana nowy samolot będzie latać wyżej, a jego opadanie będzie trwało dłużej. SpaceShipTwo ma zabierać osiem osób: sześciu pasażerów oraz dwóch pilotów. Pierwsi pasażerowie mieli polecieć w kosmos w roku 2014.

### SpaceShipThree
W sierpniu 2005 roku przedstawiciele Virgin Galactic potwierdzili, że projekt dotyczący budowy SpaceShipTwo idzie zgodnie z planami. Wyrazili też chęć budowy statku orbitalnego. W planach korporacji pojawił się pojazd kolejnej generacji przeznaczony do lotów na stację kosmiczną – SpaceShipThree.

### SpaceShipFour
W 2007 r. pojawiły się informacje, że rozpoczęto wstępne projektowanie czwartego statku z serii SpaceShip. Mógłby on posłużyć do wynoszenia satelitów na orbitę.

## Specyfikacja

### Dane ogólne
- Załoga: jeden pilot (zdolny do zabrania 3)
- Długość: 5 m
- Rozpiętość skrzydeł: 5 m
- Średnica kadłuba: 1,52 m
- Powierzchnia skrzydeł: 15 m²
- Masa bez ładunku: 1200 kg
- Masa z ładunkiem: 3600 kg
- Napęd: 1x N2O/HTPB Hybrydowy silnik rakietowy produkcji SpaceDev, 74 kN ciągu. Isp: 250 s (2,5 km/s), czas pracy: 87 sekund

### Osiągi
- Maksymalna prędkość: 3,09 Ma (3518 km/h)
- Zasięg: 65 km
- Pułap: 112 000 m
- Prędkość wznoszenia: 25 000 m/min
- Obciążenie skrzydeł: 240 kg/m²
- Stosunek ciąg/masa: 20 N/kg

- - Większość danych pochodzi z astronautix.com

## Tabela lotów

SpaceShipOne

| Lot  | Data                 | Prędkość maksymalna | Maksymalny pułap | Czas trwania | Pilot         |
| ---- | -------------------- | ------------------- | ---------------- | ------------ | ------------- |
| 01C  | 20 maja 2003         |                     |                  | 1 h 48 min   | bezzałogowy   |
| 02C  | 29 lipca 2003        |                     |                  | 2 h 06 min   | Mike Melvill  |
| 03G  | 7 sierpnia 2003      |                     |                  | 0 h 19 min   | Mike Melvill  |
| 04GC | 27 sierpnia 2003     |                     |                  | 1 h 06 min   | Mike Melvill  |
| 05G  | 27 sierpnia 2003     |                     |                  | 10 min 30 s  | Mike Melvill  |
| 06G  | 23 września 2003     |                     |                  | 12 min 15 s  | Mike Melvill  |
| 07G  | 17 października 2003 |                     |                  | 17 min 49 s  | Mike Melvill  |
| 08G  | 14 listopada 2003    |                     |                  | 19 min 55 s  | Peter Siebold |
| 09G  | 19 listopada 2003    |                     |                  | 12 min 25 s  | Mike Melvill  |
| 10G  | 4 grudnia 2003       |                     |                  | 13 min 14 s  | Brian Binnie  |
| 11P  | 17 grudnia 2003      | 1,2 Ma              | 20,7 km          | 18 min 10 s  | Brian Binnie  |
| 12G  | 11 marca 2004        |                     |                  | 18 min 30 s  | Peter Siebold |
| 13P  | 8 kwietnia 2004      | 1,6 Ma              | 32,0 km          | 16 min 27 s  | Peter Siebold |
| 14P  | 13 maja 2004         | 2,5 Ma              | 64,3 km          | 20 min 44 s  | Mike Melvill  |
| 15P  | 21 czerwca 2004      | 2,9 Ma              | 100,1 km         | 24 min 05 s  | Mike Melvill  |
| 16P  | 29 września 2004     | 2,92 Ma             | 102,9 km         | 24 min 11 s  | Mike Melvill  |
| 17P  | 4 października 2004  | 3,09 Ma             | 112,0 km         | 23 min 56 s  | Brian Binnie  |